# Patrice Ledoux
Patrice Ledoux är en fransk filmproducent. Ledoux är framförallt känd för sitt samarbete med regissören Luc Besson och har bland annat producerat Bessons Det stora blå (1988), Det femte elementet (1997) och Jeanne d'Arc (1999).